# 2055
2055 (ММLV) е обикновена година, започваща в петък според григорианския календар. Тя е 2055-ата година от новата ера, петдесет и петата от третото хилядолетие и шестата от 2050-те.